# Gladys Moreno
Gladys Moreno Cuéllar (28 de novembro de 1933, Santa Cruz de la Sierra - 3 de fevereiro de 2005, Santa Cruz de la Sierra), foi uma famosa cantora boliviana, conhecida pelos codinomes "La Novia del Viento" e "Condor de los Andes".

## Biografia
Filha de Rómulo Moreno e de Hortensia Cuéllar; ainda criança foi influenciada pelo que ouvia a sua mãe cantar, começou tocando taquiari (ritmo musical folclórico boliviano) e chovena (uma dança típica da região oriental da Bolivia), já na escola Gladys era a voz preferida de professores e alunos nas horas cívicas.
Na adolescência, se mudou de Santa Cruz e durante vários anos passou a viver na cidade de La Paz. Todavia Gladys faria a sua estreia no rádio aos 15 anos de idade, em 1948, na Rádio Electra, da cidade de Santa Cruz de La Sierra, a segunda maior cidade do país. Em 1950 é convidada para cantar na inauguração do famoso e tradicional restaurante “La Pascana”, em Santa Cruz de la Sierra.
Em La Paz realiza suas primeiras gravações em discos de 78 rpm; com o grupo nacional "Los Planetas", e nas suas músicas inclui ritmos taquiraris, bolero e polca, em canções como: “Haragán”, “Cuando un Camba se enamora”, “Para decir te quiero” “Vida de mi vida” e "Vals a Tupiza"; canções estas que fazem com que Gladys Moreno ganhe grande notoriedade nacional, na Bolívia.
Posteriormente vai ao Brasil para realizar turnê nas cidades do Rio de Janeiro e São Paulo. Ainda no Brasil gravaria junto com a orquestra do maestro paulista Daniel Salinas o álbum "Bailando Con Gladys Moreno", pelo selo "Masterdisc" da RCA - Víctor internacional; tal obra foi considerada a melhor trabalho de Gladys, na qual são citadas canções dos melhores compositores bolivianos. Daniel Salinas já era famoso por ter trabalhado no Brasil com as canções de cantores do movimento da musical da Jovem Guarda.
Em 1962, foi nomeada "Embaixadora da Canção Boliviana" pelo governo de Víctor Paz Estenssoro e cantou na sede da Organização dos Estados Americanos - OEA. Ela também recebeu mais tarde a designação de "Condor de los Andes".
Sua música mais popular era "Viva Santa Cruz", canção de estilo taquirari, do compositor orurenho Gilberto Rojas.
Casou-se em 1964 com Alfredo Tomelic e tiveram uma filha chamada Ana Carola Tomelic Moreno.
Em 1977, ela fez uma turnê pelos Estados Unidos. Foram sucessos na voz de Gladys Moreno conções tais como: Luna Camba, Sombrero ‘e Saó, Viva Santa Cruz, Sed de amor, El trasnochador, Moto Méndez, Alma Cruceña, El carretero, Guajojó, Primavera, Niña Camba, Playas del Beni, Soledad, Illimani, Te quiero más que a mi vida, Volveré, Qué bonita va, Hecha jumechi al churuno, Vals de la ilusión e Así es mi amor.
Gladys faleceu de ataque cardíaco em 2005. Recebeu diversas homenagens das instituições bolivianas e do público. 

## Homenagem
Em memória de Gladys, a cidade de Santa Cruz de la Sierra fez um monumento, em tamanho natural. Ele foi instalado no arredor da Plaza 24 de Siptiembrie, no Manzana Uno Espacio de Arte, Plaza de la Juventud. O monumento foi inaugurado pelo então presidente Evo Morales juntamente com o prefeito da cidade Percy Fernández.
O monumento é obra da autoria do artista Juan Bustillo, que esculpiu em bronze fundido os de 2 metros de altura da estátua. Situada sobre um pedestal onde há um poema do poeta crucenho Oscar Gutierrez Peña: "A noiva do vento".
A filha de Gladys, Ana Carola, afirmou que a canção de sua mãe foi “construindo pontes de integração”, aproximando bolivianos do norte e do sul, pois sua voz era ouvida nas pequenas cidades e as maiores cidades da geografia nacional.

## Discografia
- Embajadora de la Canción, 1968
- El Disco de Oro de Gladys Moreno, 1987.
- La Voz del Oriente Boliviano.
- Bailando con Gladys Moreno.
- 4 Melodías Eternas en la voz de Gladys Moreno.
- Añoranzas Orientales, 1958.
- La Embajadora de la Canción.